# Monumento a Vítor Emanuel II

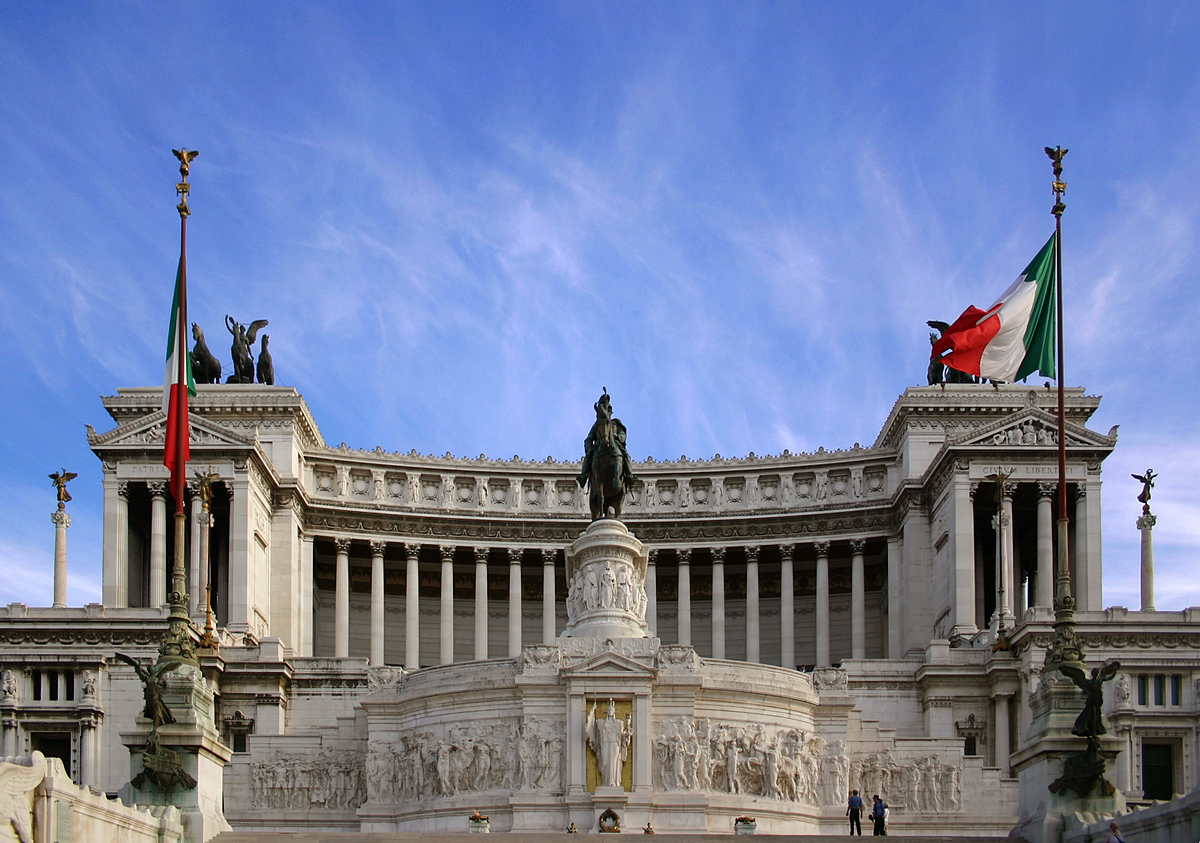
Monumento a Vítor Emanuel II

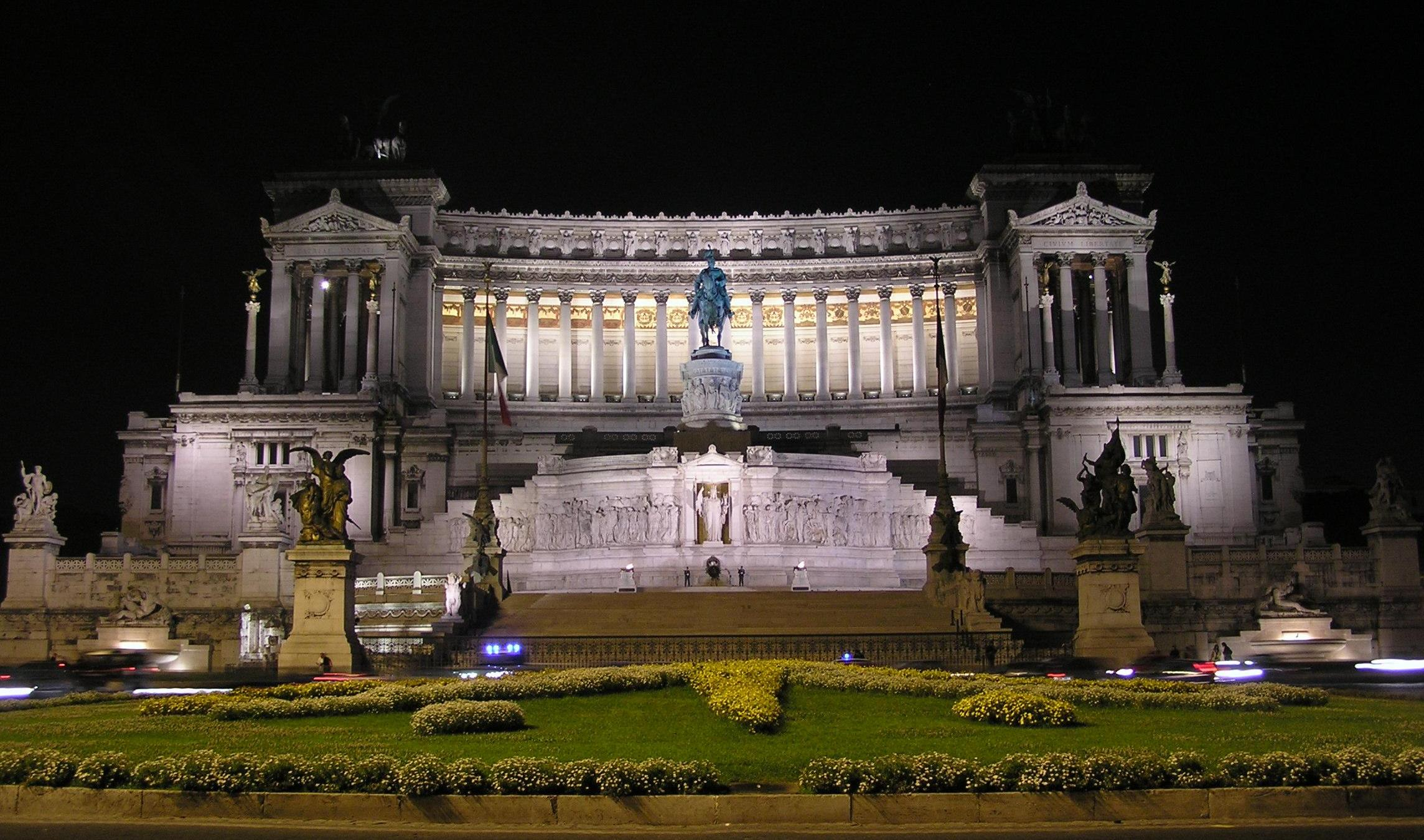
O Vittoriano, à noite

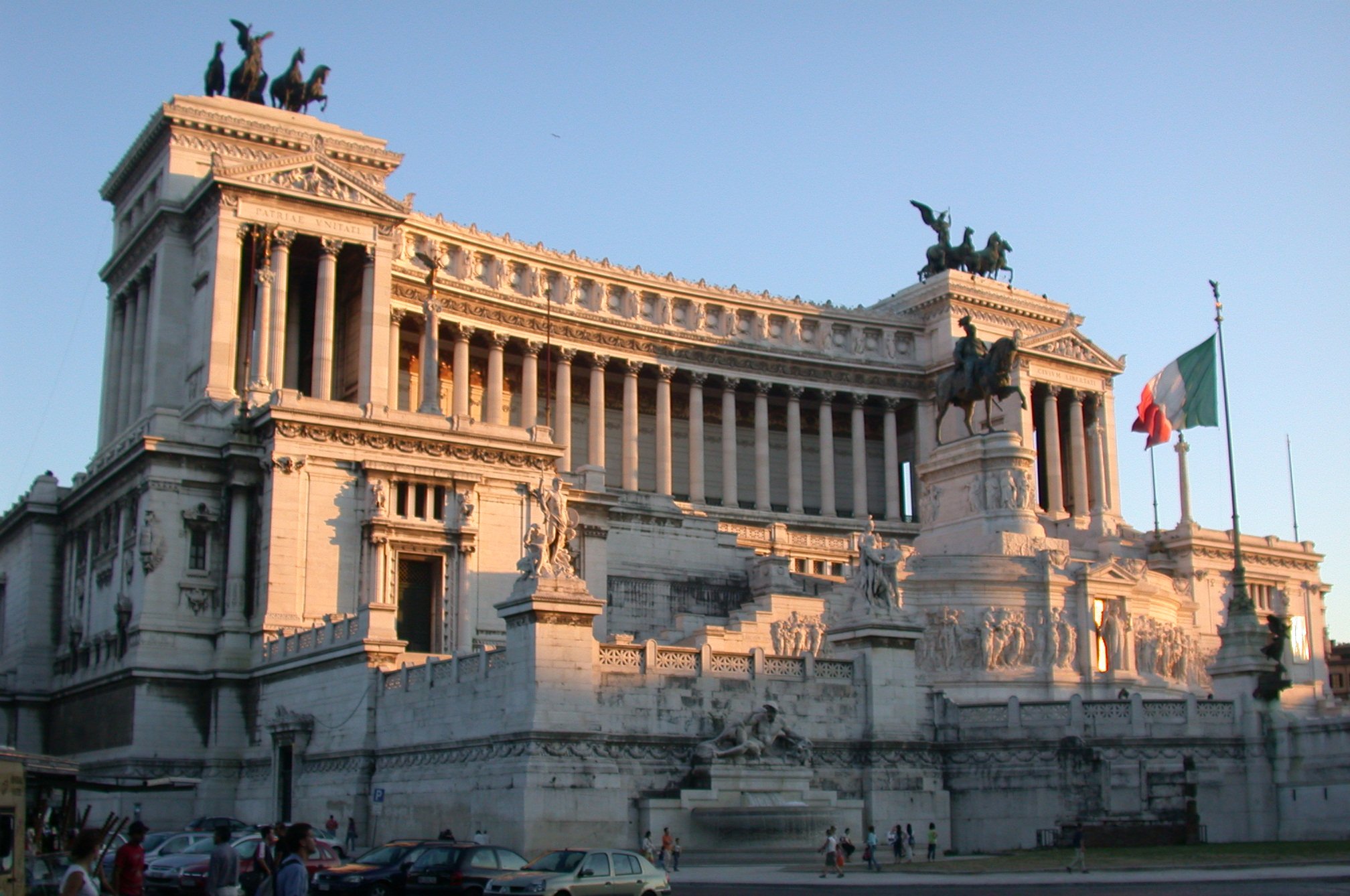
Visto ao pôr-do-sol

O Monumento Nacional a Vítor Emanuel II (em italiano:  Monumento Nazionale a Vittorio Emanuele II ou Altare della Patria ou ainda Il Vittoriano) é um monumento em honra a Vítor Emanuel II da Itália, primeiro rei da Itália unificada e considerado o pai da pátria italiana. Situa-se em Roma entre a Piazza Venezia e o monte Capitolino tendo sido projetado por Giuseppe Sacconi em 1885. Foi inaugurado em 1911 e completado em 1935.
Feito de puro mármore branco de Botticino, Bréscia, apresenta majestosa escadaria, colunas coríntias, fontes, uma enorme estátua equestre de Vítor Emanuel e duas estátuas da deusa Vitória em quadrigas. A estrutura tem 135 m de largura e 70 m de altura, mas se as quadrigas e as vitórias aladas forem incluídas, a altura passa a ser de 81 m.  A base do monumento abriga o museu da Unificação Italiana.  Em 2007, um elevador panorâmico foi instalado, permitindo aos visitantes ir ao teto e ter uma visão 360° de Roma.

## Controvérsia
O monumento é controverso desde sua construção pois significou destruir uma grande área do monte Capitolino, a qual guardava vestígios medievais no local. A construção em si é frequentemente considerada pomposa e demasiado grande. É facilmente visível da maior parte de Roma, apesar de ter um formato de caixa e de não possuir um domo ou uma torre. O prédio é também muito branco, chamando muito à atenção no meio dos edifícios marrons que o rodeiam, fazendo com que tenha vários apelidos. Os estrangeiros por vezes referem-se a este monumento como "bolo de casamento", e os romanos apelidaram-no de "máquina de escrever". Apesar de todo esse criticismo, o monumento ainda atrai um grande número de visitantes. O ex-presidente italiano Carlo Azeglio Ciampi promoveu a abertura do Vittoriano como um fórum público e mirador do centro da cidade. Essa nova acessibilidade permitiu aos turistas tornarem-se familiares com este marco histórico, possibilitando assim o crescimento da sua reputação entre os populares e até entre os seus críticos.

## Filmes
O monumento apareceu no filme The Core (O Núcleo), de 2003, desabando devido a raios de luz.

## Galeria

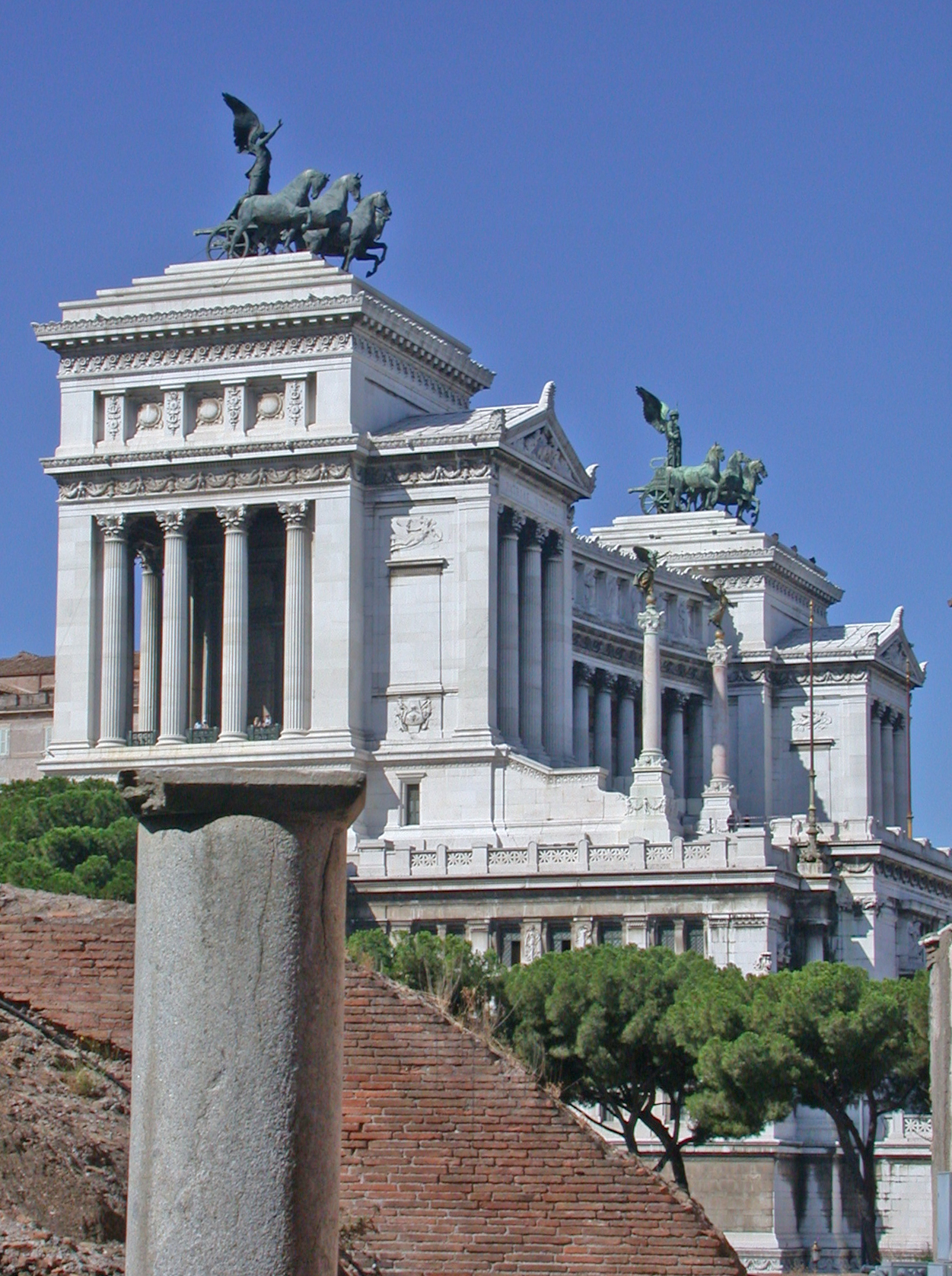
Monumento a Vítor Emanuel II, visto do Mercado de Trajano
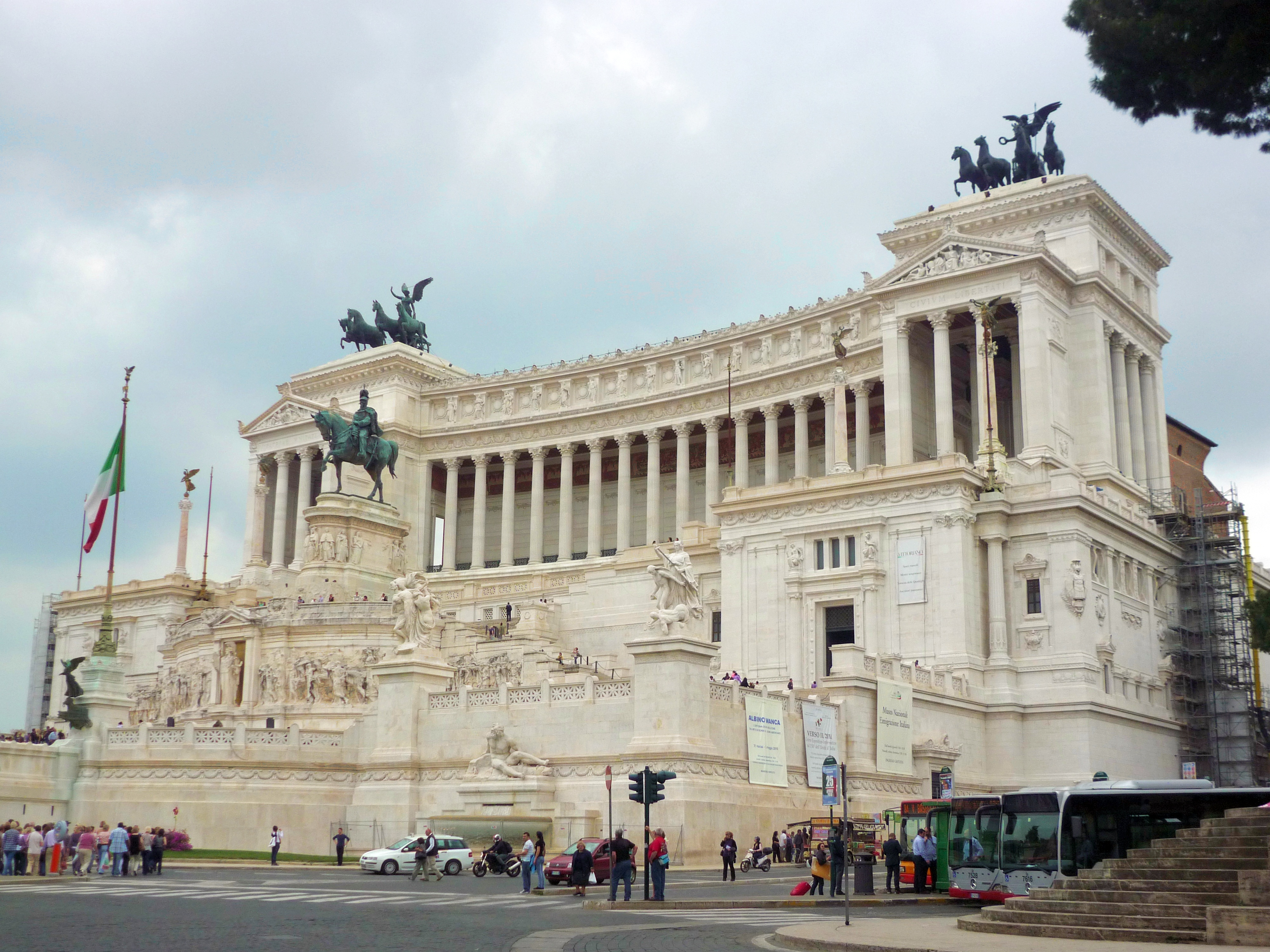
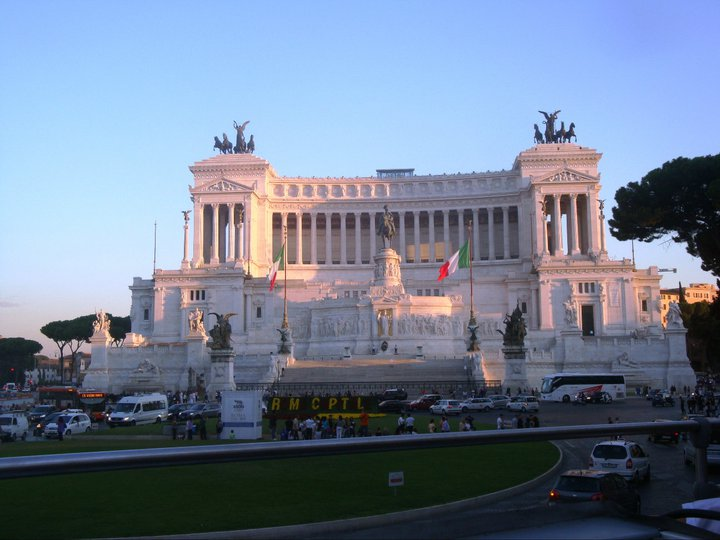
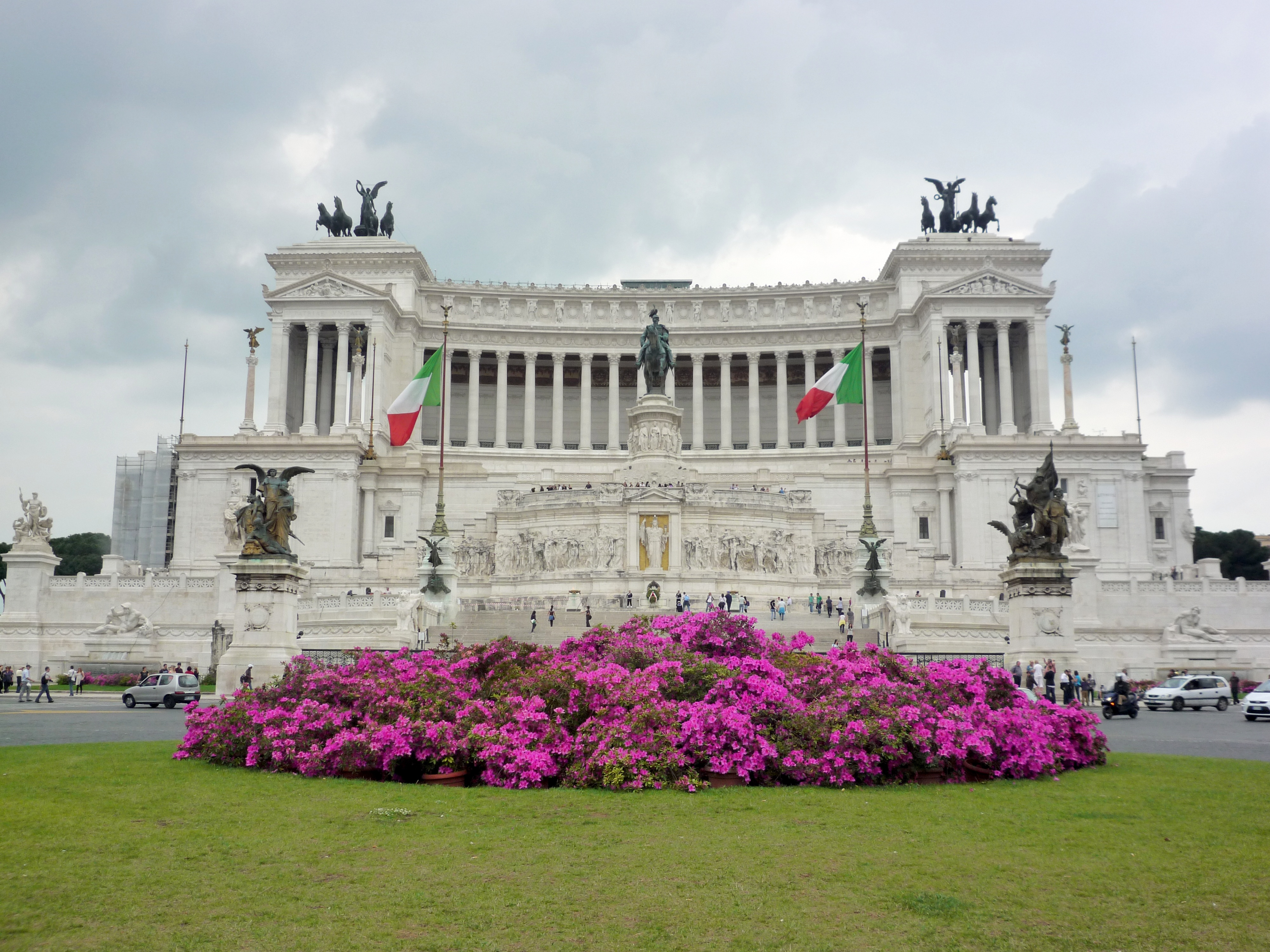